# Brachylophus
Brachylophus é um gênero de lagartos da família Iguanidae nativos da ilha Fiji, no Oceano Pacífico. O gênero compreende três espécies:
- Brachylophus bulabula
- Brachylophus fasciatus
- Brachylophus vitiensis